# 1092 км (зупинний пункт)
1092 кіломе́тр — пасажирська зупинна залізнична платформа Донецької дирекції Донецької залізниці. Розташована в с. Верхня Кринка, Совєтський район Макіївки, Донецької області на лінії Кринична — Вуглегірськ між станціями Монахове (6 км) та Щебенка (1 км).
Через військову агресію Росії на сході Україні транспортне сполучення припинене, водночас керівництво так званих ДНР та ЛНР заявляло про запуск електропоїзда сполученням Луганськ — Ясинувата, що підтверджує сайт Яндекс. Станом на 2019 рік залізничне полотно розібране.